# Fosse Bernard
La fosse Bernard de la Compagnie des mines d'Aniche est un ancien charbonnage du Bassin minier du Nord-Pas-de-Calais, situé à Douai, dans le hameau de Frais-Marais. Le fonçage du puits commence en 1911, et l'exploitation débute en 1913. Ce n'est qu'après la reconstruction que l'exploitation est intensive. Lorsque la Compagnie d'Aniche rachète celle de Flines le 13 janvier 1922, la fosse no 2 assure l'aérage de la fosse Bernard, qui n'a toujours compté qu'un puits sur son carreau.
La Compagnie des mines d'Aniche est nationalisée en 1946, et intègre le Groupe de Douai. L'extraction, le service et l'aérage cessent à la fosse Bernard en 1958, ainsi que l'aérage à la fosse no 2, cette dernière voit son puits remblayé l'année suivante, alors que le puits de la fosse Bernard, profond de 433 mètres, est remblayé en 1960.
Au début du XXIe siècle, Charbonnages de France matérialise la tête de puits Bernard. De nombreux bâtiments sont démolis en 2007, mais quatre subsistent encore. La cité-jardin de la Solitude et son école, la cité pavillonnaire de la Ferronnière, la cité de corons Saint-Joseph et la cité moderne du Godion ont été inscrites le 30 juin 2012 au patrimoine mondial de l'Unesco.

## La fosse

### Fonçage
Le fonçage du puits Bernard débute en 1911 à Douai, à plus de cinq kilomètres du centre-ville, dans le hameau de Frais-Marais, à quelques centaines de mètres de la Scarpe, à 1 530 mètres au nord-nord-est de la fosse Déjardin.
Le diamètre du puits est de cinq mètres. Son cuvelage est en fonte de 1,21 à 93,78 mètres. Le terrain houiller a été atteint à 153,30 mètres.

### Exploitation
L'exploitation commence en 1913. Les veines nos 3, 5 et 6 sont exploitées. Après la Première Guerre mondiale, l'exploitation du gisement de charbons maigres ne commence réellement qu'en 1920/1921 de manière intensive. la Compagnie d'Aniche rachète le 13 janvier 1922 la Compagnie des mines de Flines, la fosse no 1 assure l'aérage et l'exhaure pour la fosse Bonnel, la fosse no 2 assure le retour d'air pour la fosse Bernard, dont elle est située à 1 440 mètres à l'est-nord-est.
La Compagnie des mines d'Aniche est nationalisée en 1946, et intègre le Groupe de Douai. La fosse cesse l'extraction, le service du personnel et l'aérage en 1958, c'est également cette année-là que la fosse no 2 cesse l'aérage, son puits est remblayé en 1959. Le puits Bernard, profond de 433 mètres, est remblayé en 1960. Trois accrochages étaient établis à 200, 300 et 425 mètres. Une partie des installations est détruite, dont le chevalement.

### Reconversion
Au début du XXIe siècle, Charbonnages de France matérialise la tête de puits Bernard. Le BRGM y effectue des inspections chaque année. En 2007, la lampisterie, les bureaux, ainsi que la chaufferie, la salle des compresseurs et le bâtiment d'extraction (tous trois accolés) sont détruits. Il subsiste sur le site le logement du garde, un modèle commun à plusieurs fosses de la Compagnie,, le bâtiment du forage (existant encore aux fosses Lemay et Roucourt), le transformateur, construit en béton armé, et le magasin-atelier, une bâtisse typique des mines d'Aniche,,.

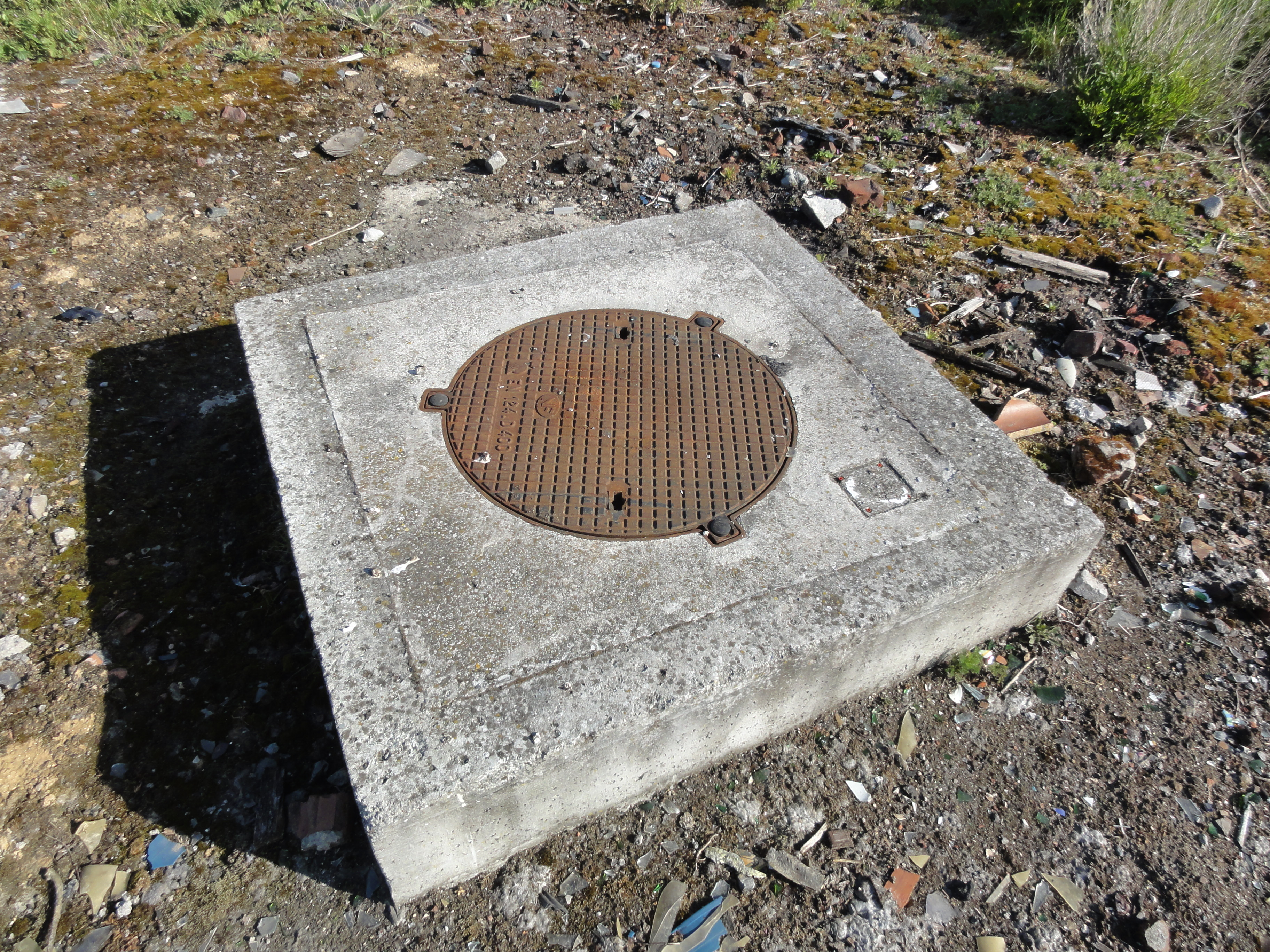
La tête de puits matérialisée Bernard.
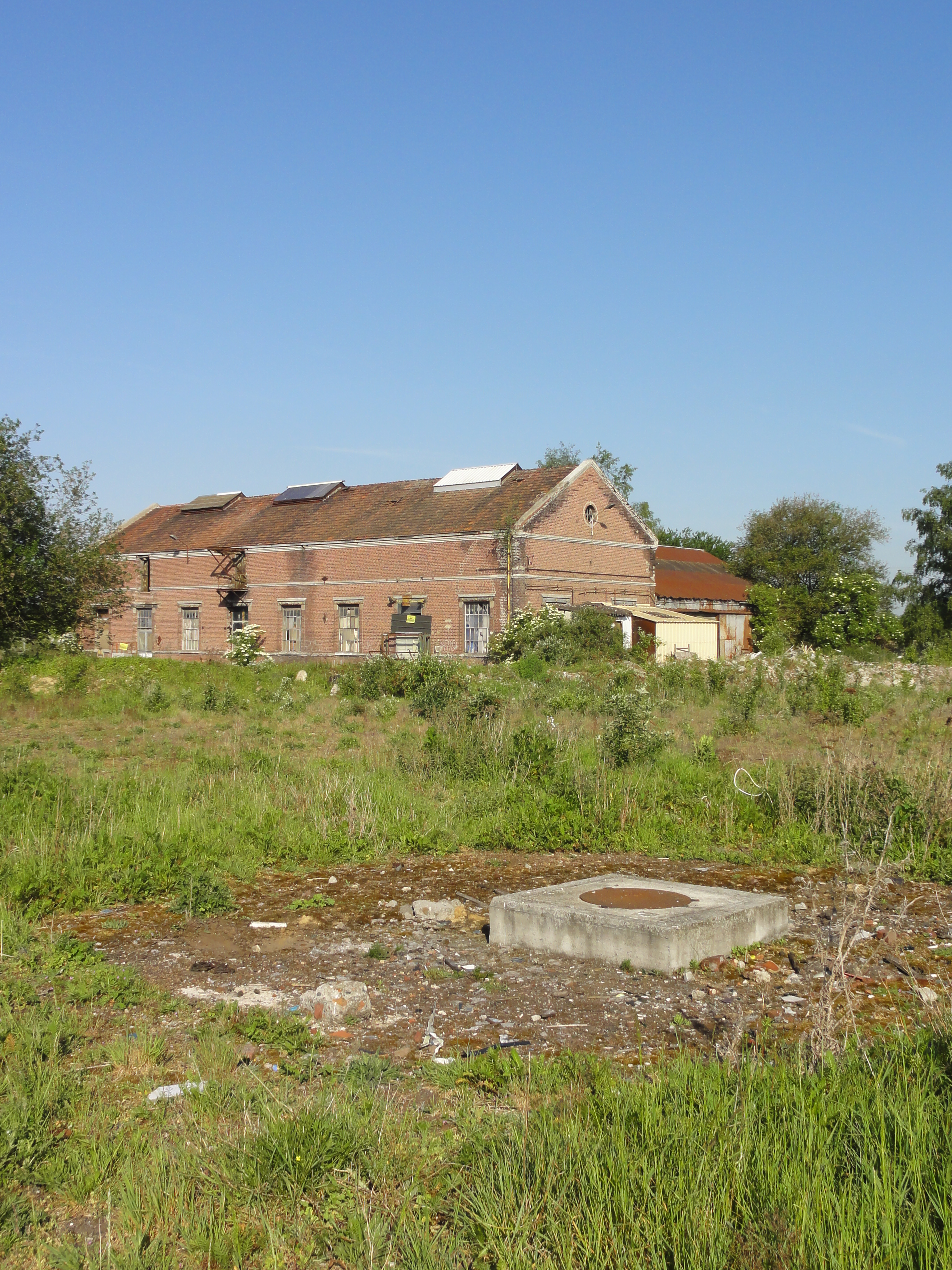
Le puits dans son environnement.
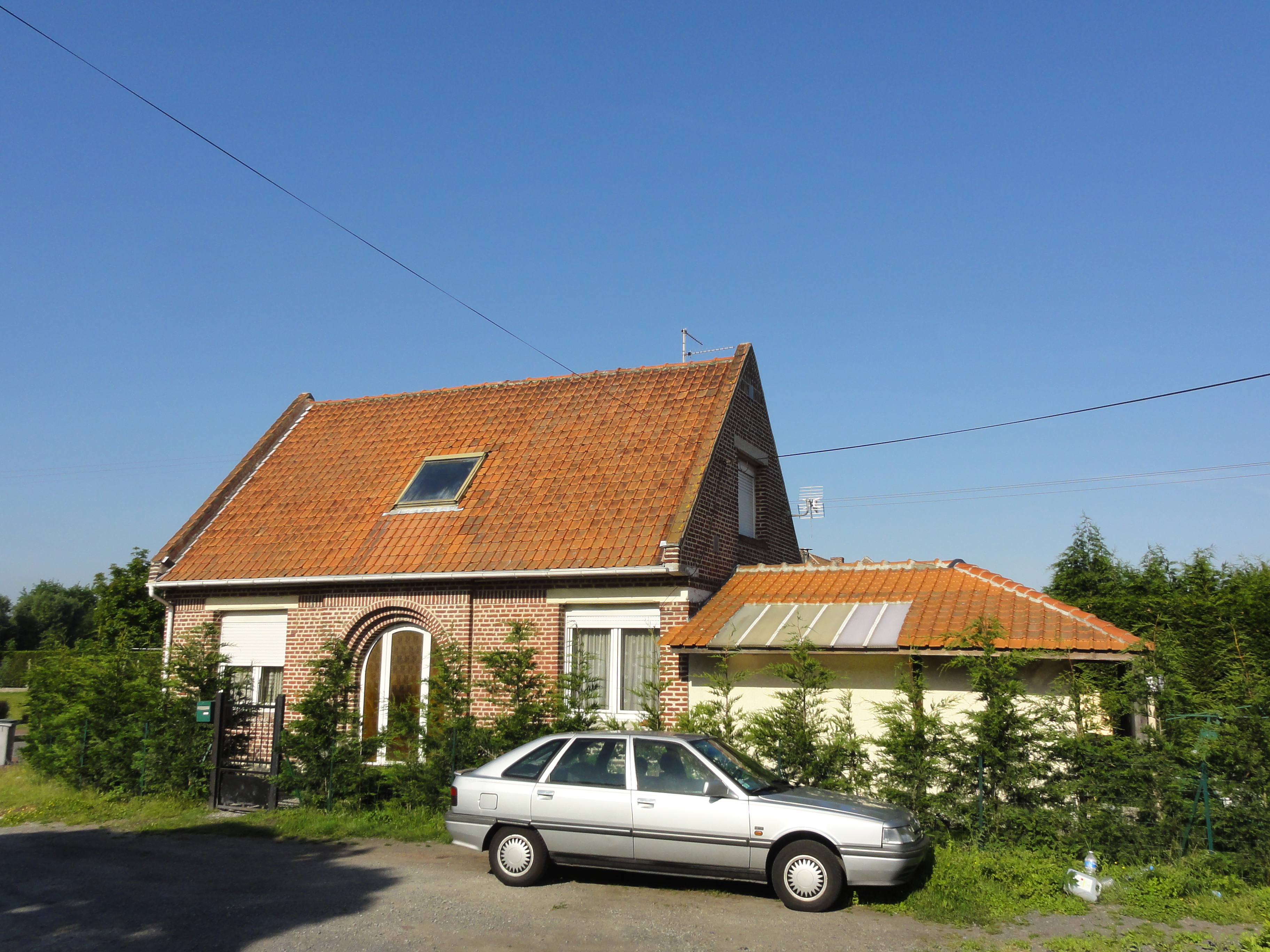
Le logement du garde.
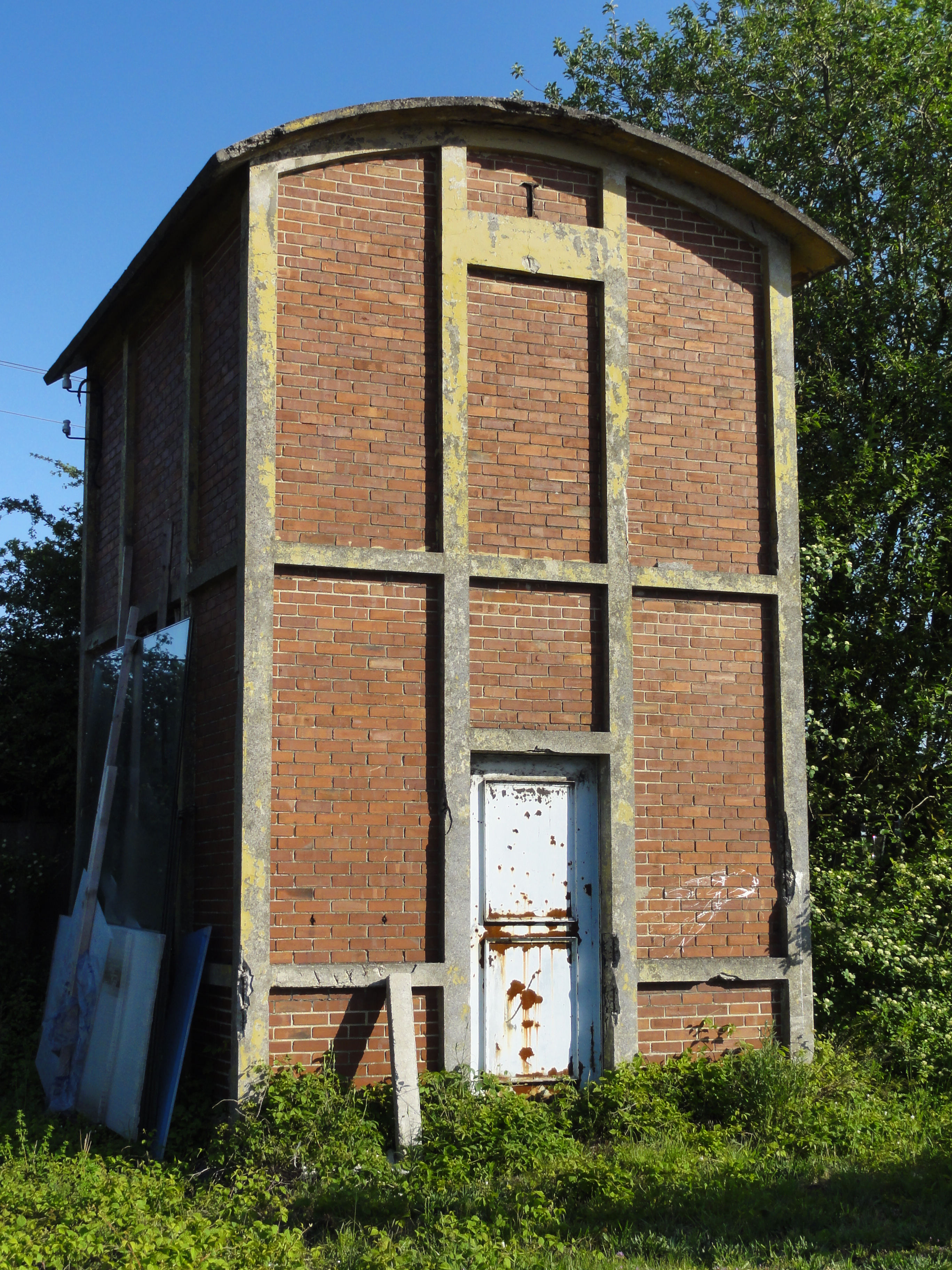
Le bâtiment du forage.
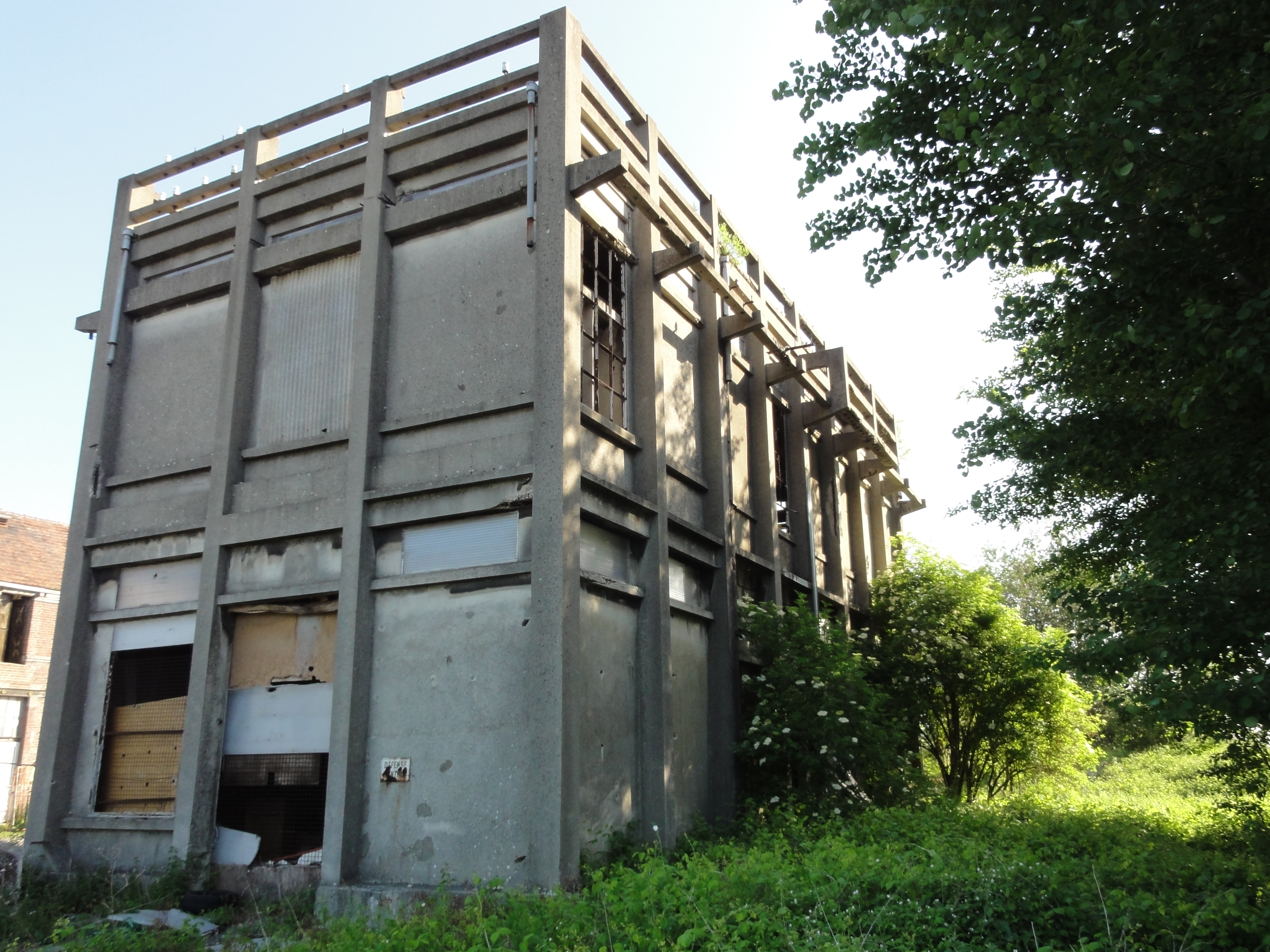
Le transformateur.
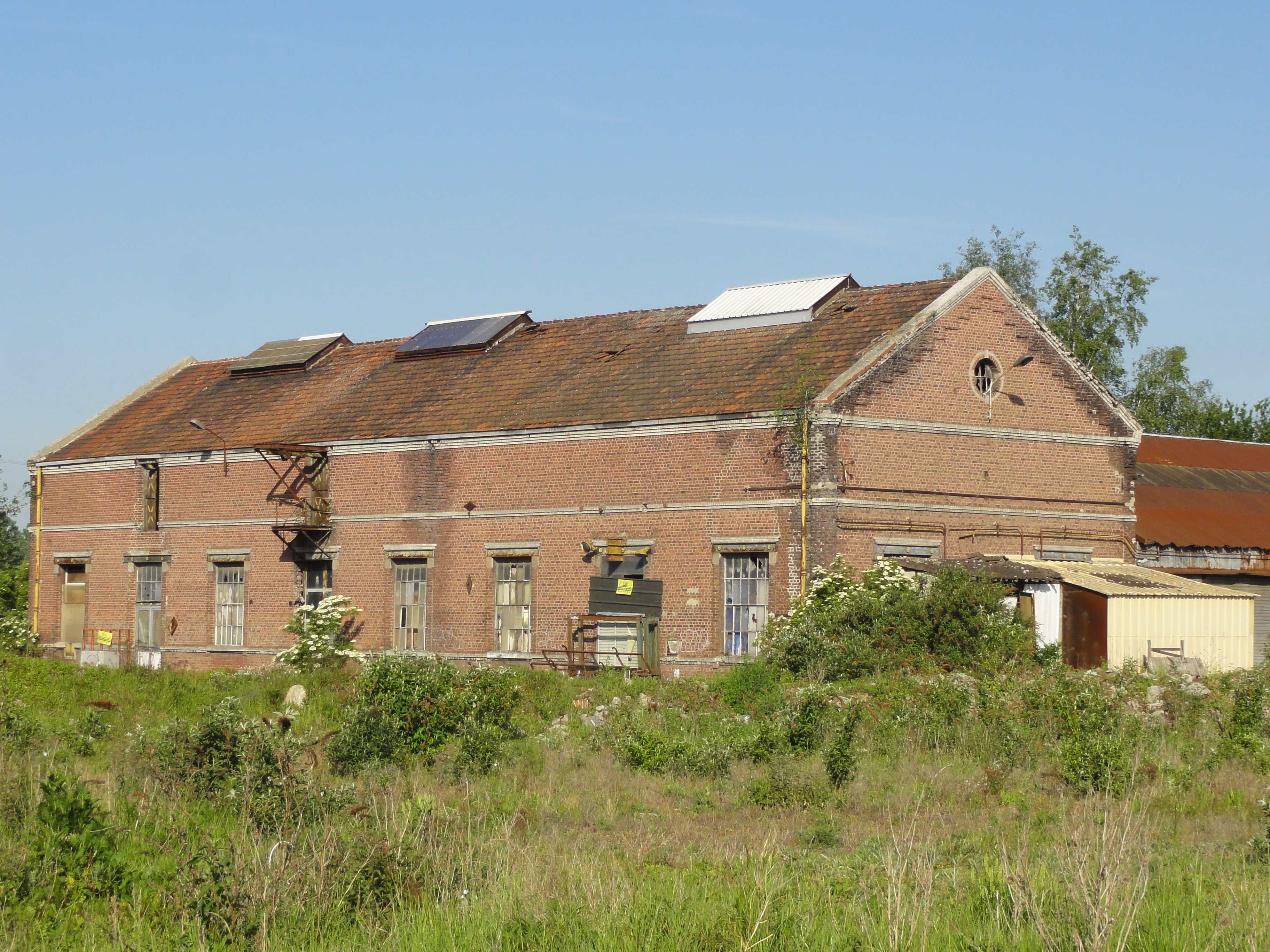
Le magasin-atelier.

## Les cités
D'immenses cités minières sont établies au sud-ouest de la fosse Bernard, elles sont communes aux fosses Bernard et Déjardin. Elles bénéficient d'une grande variété architecturale.  La cité-jardin de la Solitude et son école, la cité pavillonnaire de la Ferronnière, la cité de corons Saint-Joseph et la cité moderne du Godion font partie des 353 éléments répartis sur 109 sites qui ont été classés le 30 juin 2012 au patrimoine mondial de l'Unesco. Ils constituent le site no 33.

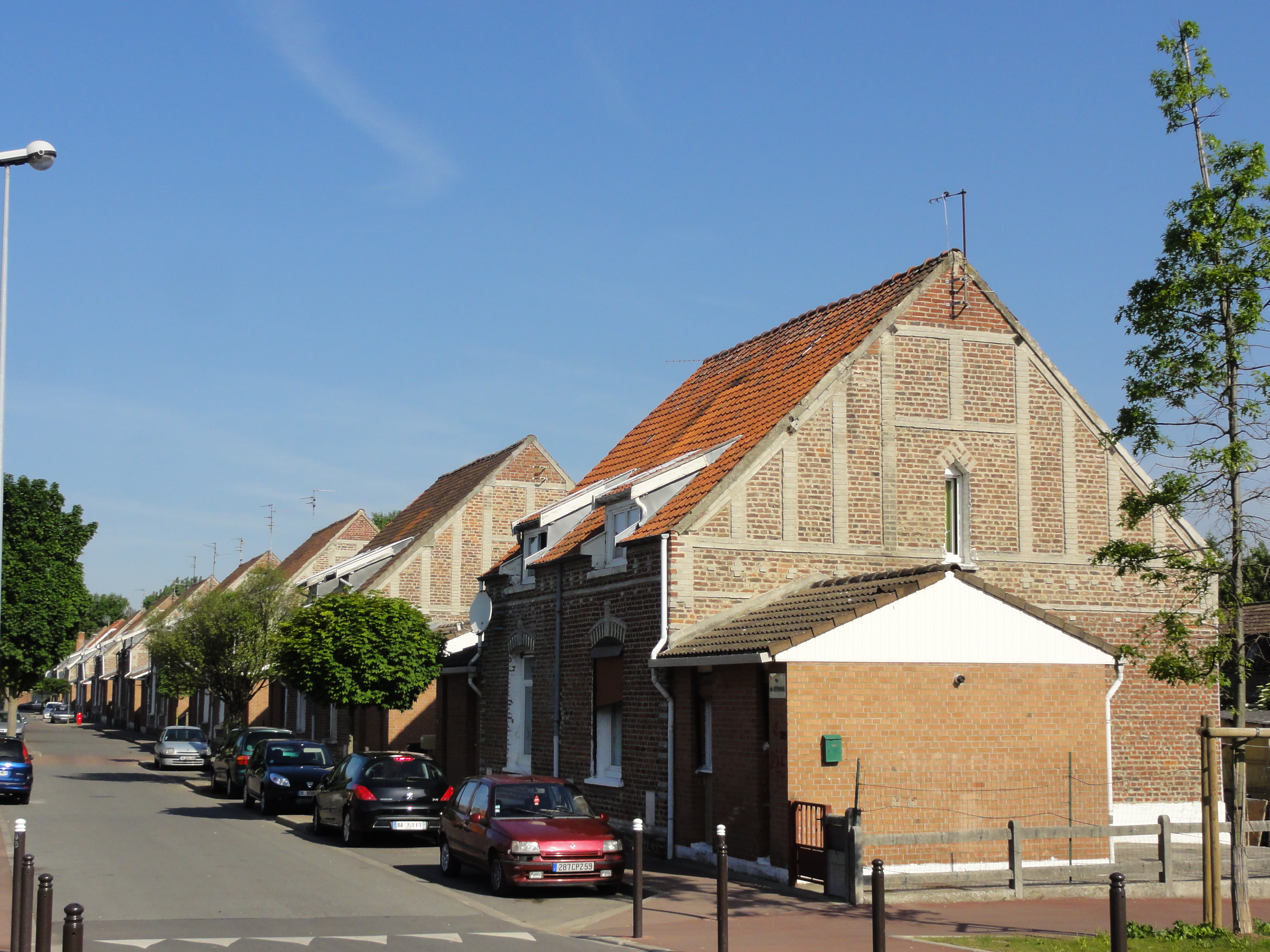
Habitations groupées par deux.
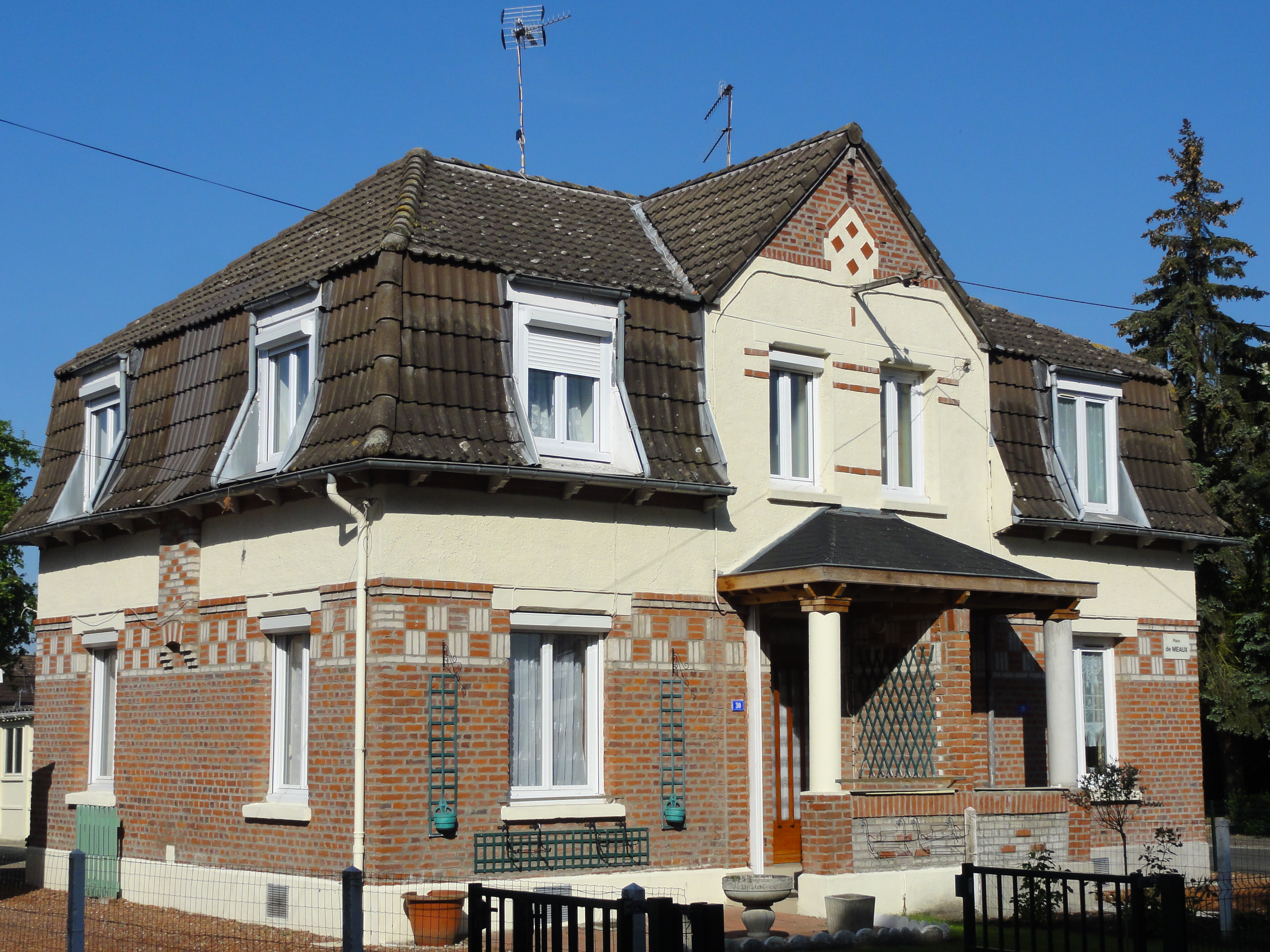
Habitations groupées par deux.
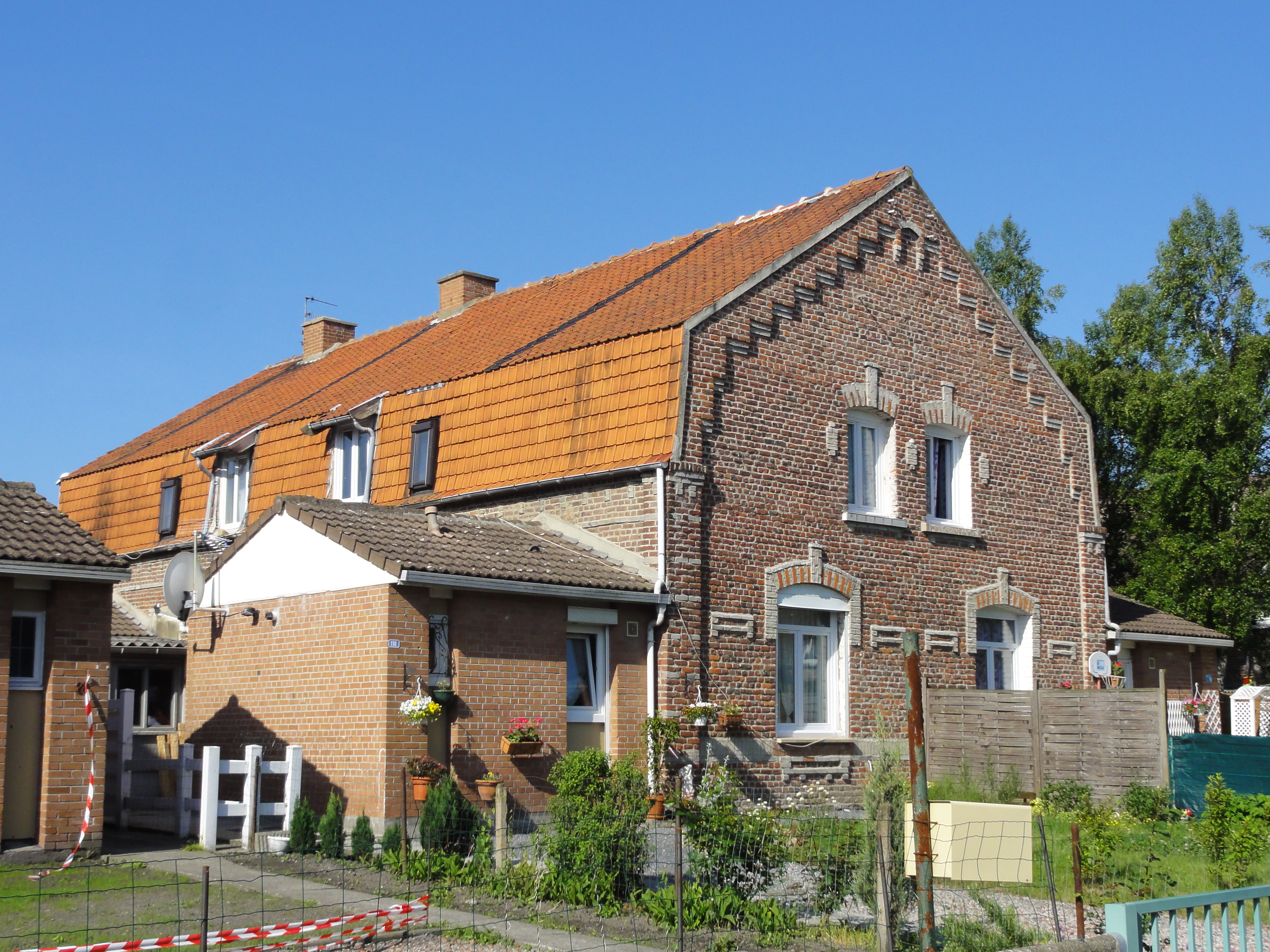
Habitations groupées par quatre.
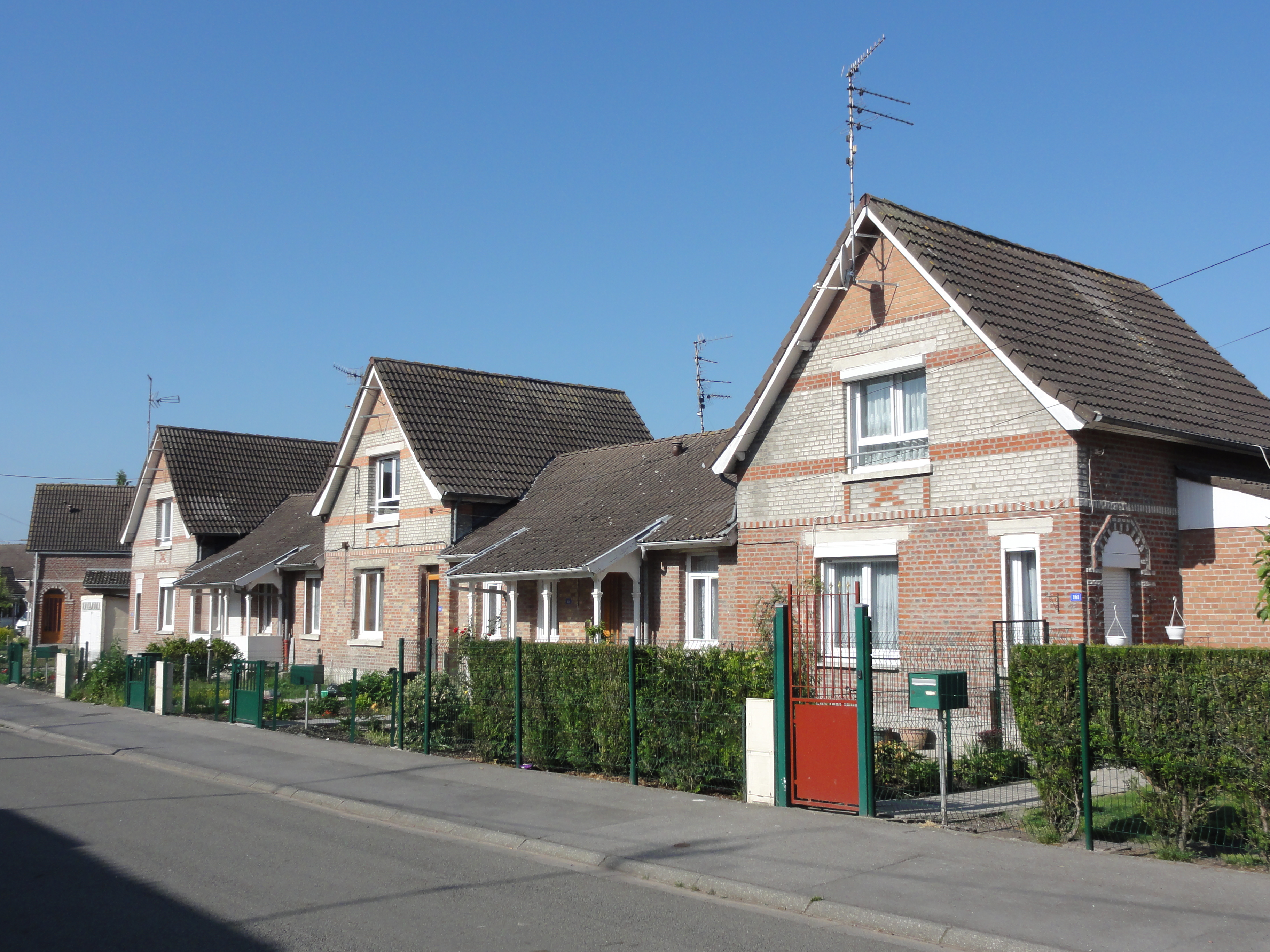
Habitations groupées par cinq.
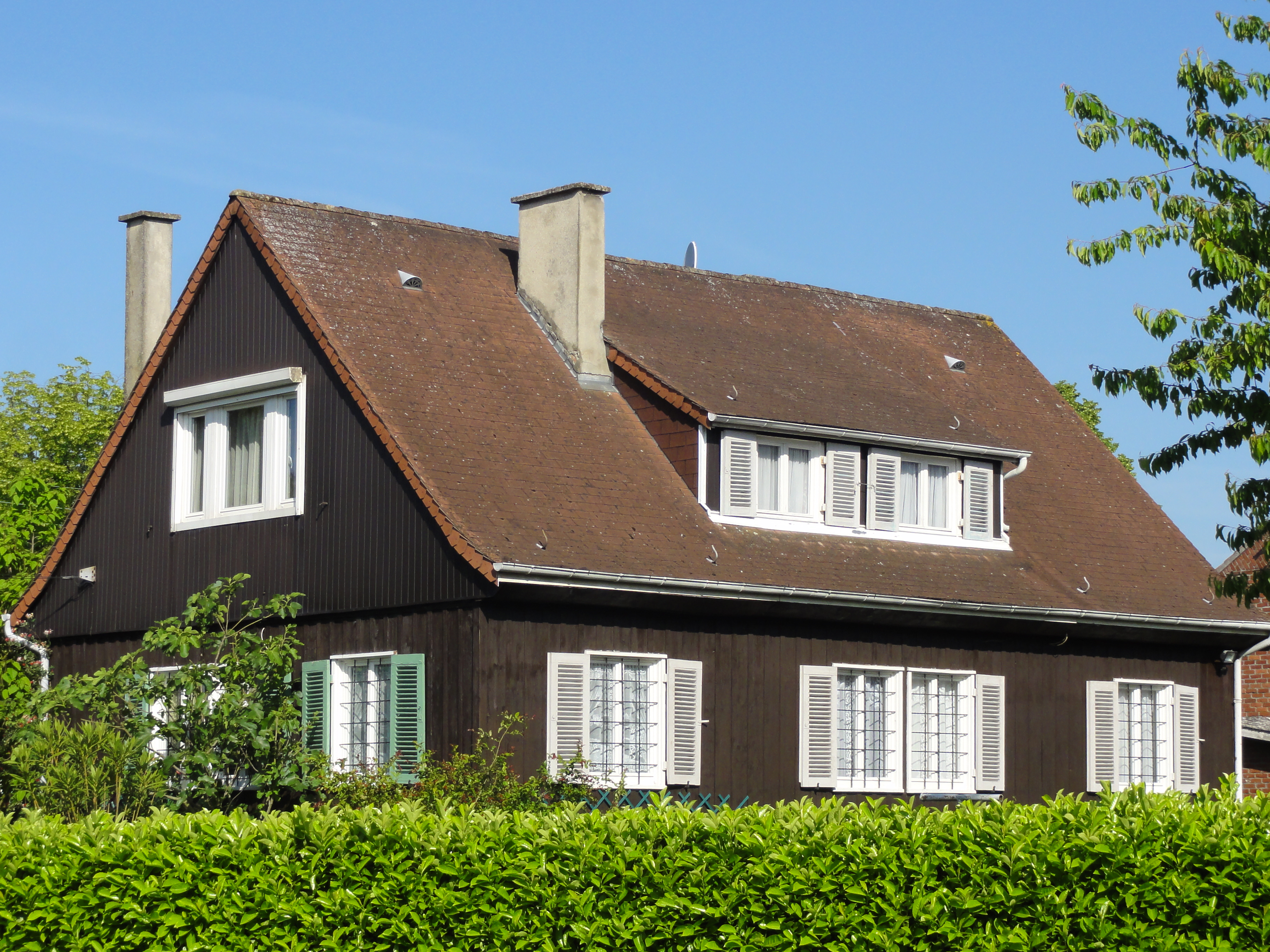
Habitations post-Nationalisation.
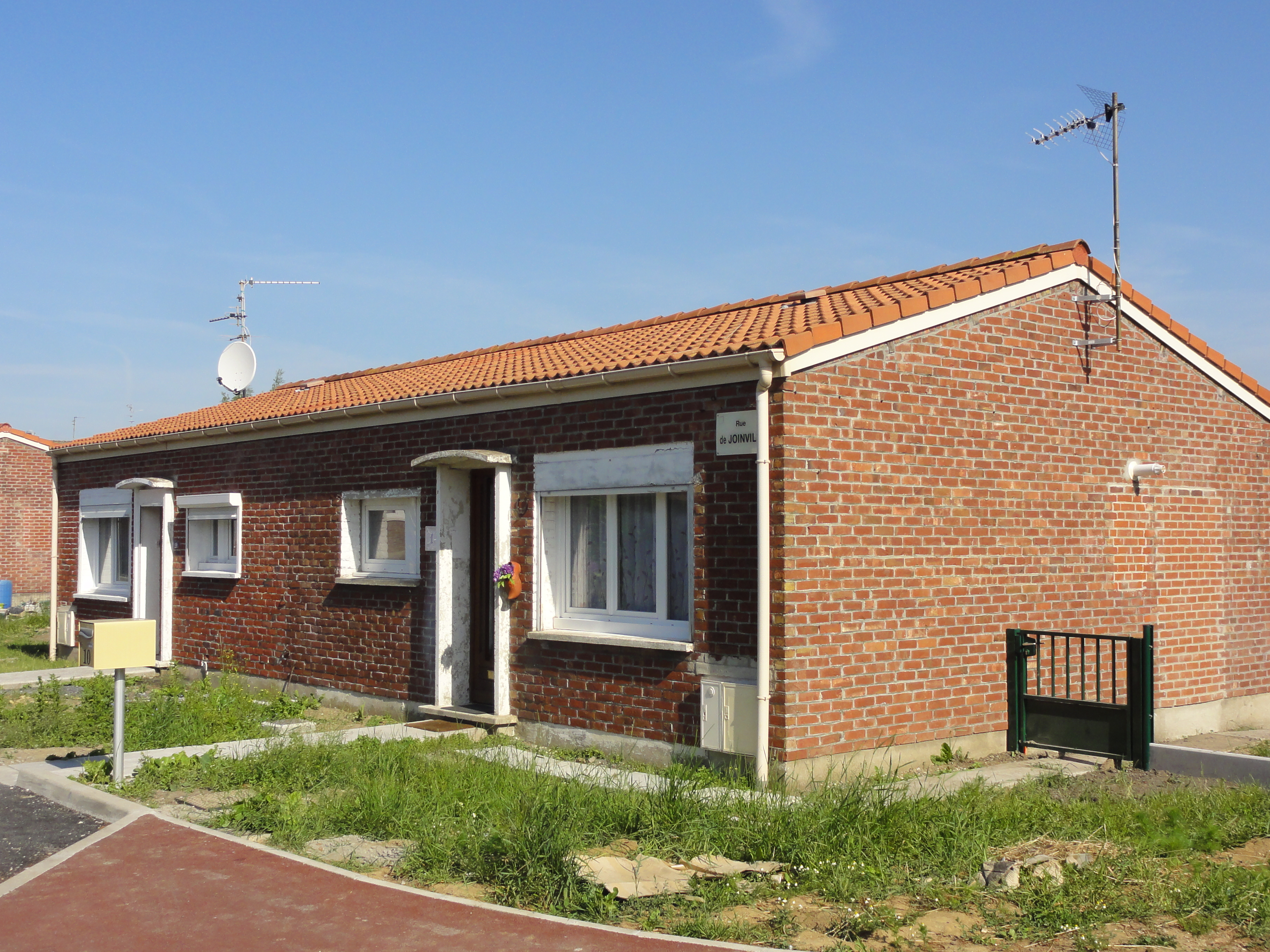
Habitations post-Nationalisation.